# فرودگاه خلیج هوما
فرودگاه خلیج هوما (به انگلیسی: Homa Bay Airport) یک فرودگاه همگانی، غیرنظامی است که یک باند فرود آسفالت دارد و طول باند آن ۷۹۰ متر است. این فرودگاه در شهر هوما بی، کنیا کشور کنیا قرار دارد و در ارتفاع ۱۳۰۵ متری از سطح دریا واقع شده‌است.

## شرکت‌های هواپیمایی و مقصدهای پروازی
| شرکت‌های هواپیمایی | مقصدهای پروازی |
| ----------------- | -------------- |
| Fly540            | جومو کنیاتا    |